# 永寿县
永寿县是中国陕西省咸阳市所辖的一个县。区域总面积为889平方公里，常住人口約16.5万人。

## 行政区划
永寿县下辖1个街道办事处、6个镇：
监军街道、店头镇、常宁镇、甘井镇、马坊镇、渠子镇和永平镇。

## 人口
2020年末，根據第七次全国人口普查主要数据情况如下：全县常住人口160230人，与2010年第六次全国人口普查的184642人相比，十年共减少24412人，下降13.2%，年平均下降率为1.41%。

## 交通
- 312国道过境。